# Larry Russell
Larry Russell (* 14. Oktober 1913 in Indiana; † 14. Februar 1954 in Los Angeles) war ein US-amerikanischer Filmkomponist, Arrangeur und Dirigent. Das erfolgreichste Lied, an dem er als Komponist beteiligt war, Vaya con Dios, wurde mehr als fünfhundert Mal gecovert. Achtzehn Jahre nach seinem Tod erhielt er einen Oscar für die Titelmusik des 1952 erschienenen Films Rampenlicht. 

## Leben
Russell war bis zu seinem Tod im Jahr 1954 mehrere Jahre mit der Filmkomponistin Inez James verheiratet.
Russell schrieb – ebenso wie seine Frau – Filmmusik, unter anderem für Rampenlicht des Regisseurs Charlie Chaplin und für Joseph Pevneys Aus Liebe zu Dir. Zwanzig Jahre nach der Veröffentlichung von Rampenlicht – und damit achtzehn Jahre nach Russells Tod – gewann er zusammen mit Charlie Chaplin und Raymond Rasch einen Oscar für die Filmmusik zu diesem Film. Darüber hinaus dirigierte er die Orchestrierung der Filmmusik für unter anderem Crazy House (1943), This Is the Life (1944), Chip Off the Old Block (1944), Black Gold (1947) und Jolson Sings Again (1950).
Zusammen mit seiner Frau und Buddy Pepper schrieb Russell Anfang der fünfziger Jahre das Lied Vaya con Dios. Das Lied wurde ein großer Hit, der mehr als 500 Mal gecovert wurde.